# Paviánec kipunji
Paviánec kipunji (Rungwecebus kipunji, dříve jako Lophocebus kipunji) je úzkonosý primát z čeledi kočkodanovití. Objeven byl v roce 2003 a stal se prvním druhem vyššího primáta popsaného v Africe v posledních 21 letech. Následné analýzy o rok později ukázaly, že jde současně i o nový rod primáta, popsaný po 79 letech.
Vědci se domnívají, že jak rychle byl objeven, tak rychle zmizí, protože na světě žije velmi malé množství jedinců tohoto druhu.[zdroj?]

## Rozšíření
Žije pouze ve dvou místech vlhkých horských lesů v Tanzanii v nadmořské výšce 1300 až 2450 m ve dvou uzavřených populacích. Jedna, ta větší o počtu asi 1000 ks, na vyhaslém vulkánu Mount Rungwe v pohoří Udzungwa Mountains a druhá o počtu 75 až 200 jedinců v národním parku Udzungwa Mountains National Park; od sebe jsou vzdáleny asi 350 km. Jednotlivé izolované populace nejsou geneticky shodné. Zatímco mitochondriální DNA větší z populací obsahuje fragmenty DNA paviánů rodu Papio (např. pavián pláštíkový P. hamadryas), u příslušníků druhé (menší) populace se žádné takové známky někdejšího možného „křížení“ s paviány nenašly.

## Popis
Je to necelý metr velká opice s dlouhou světlehnědou srstí, na obličeji má černou masku a konce předních končetin má také černé. Podbřišek má světlý, stejně jako zadní část ocasu. Nad čelem má chocholku dlouhých chlupů. Má poměrně krátký čenich. Vyznačuje se malou pohlavní dvojtvárností. Obývá vrcholky pralesních stromů a na zem sestupuje zcela výjimečně, je zcela vázána na pralesní způsob života. Je zajímavé, že tato opice byla vědecky popsána jen podle fotografie, její mrtvý exemplář byl získán až později.

## Ohrožení
Paviánec kipunji je podle červeného seznamu IUCN prohlášen za ohrožený druh. Je otázkou, zda tento ještě neprozkoumaný primát vzhledem k malému počtu jedinců vůbec přežije postupující odlesňování, zakládání nových domorodých políček a neustávající pytláctví.

## Jméno
V době objevu byl primát považován za blízce příbuzného mangabejům, proto byl řazen do rodu Lophocebus a získal druhové jméno kipunji (jméno, kterým opici označují domorodci v Tanzanii), v překladech počeštěné do podoby mangabej horský nebo mangabej kipunji. V roce 2006 však genetická analýza prvního odchyceného jedince ukázala, že primát je spíše blíže příbuzný paviánům. Získal tedy nové vědecké jméno Rungwecebus kipunji, sestávající ze jména hory, kde byl poprvé pozorován (Mount Rungwe), a latinského označení pro druh opic (cebos). V této situaci přestalo vyhovovat i dosavadní české jméno. Vědecko‑populární magazín Českého rozhlasu Meteor proto v červnu 2010 vyzval k nalezení nového českého názvu primáta. Odborná porota vybrala návrh třináctileté Kateřiny Tláskalové, která jménem paviánec kipunji zohlednila nejen biologickou příbuznost nového opičího rodu, ale i domorodé jméno.